# تربية عملية

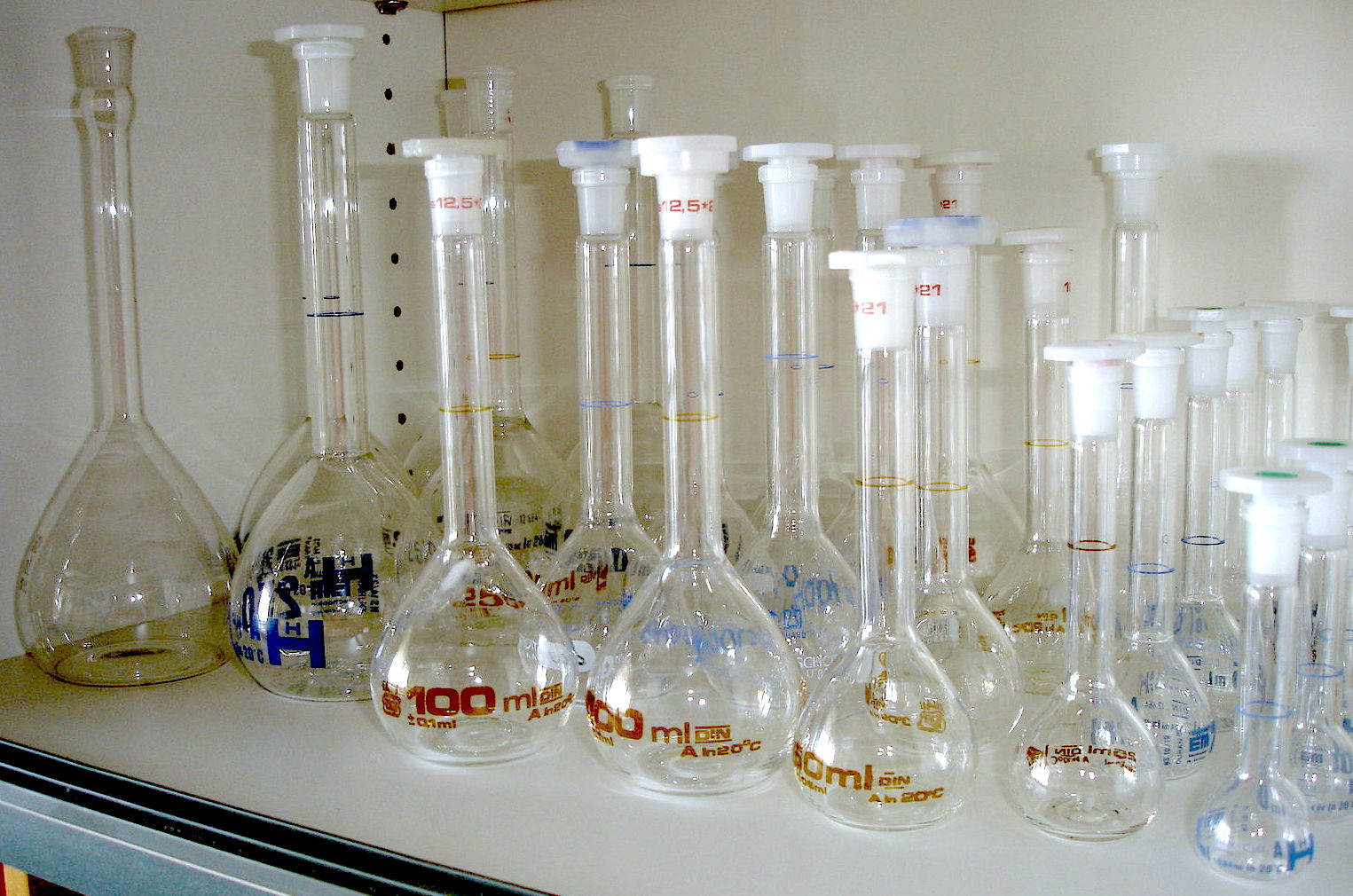

التربية العملية هي دورة تدريبية على مستوى الدراسات العليا، وغالبًا ما تكون في مجال دراسة متخصص، وهي مصممة لتوفير تطبيق عملي خاضع للإشراف للطلاب على نظرية مدروسة سابقًا أو بالتزامن. وتعتبر دورات التربية العملية (تعليم الطلاب) شائعة في تخصصات التعليم والخدمة الاجتماعية. وفي بعض الحالات، تكون التربية العملية تعيينًا لبعض الوقت هدفه تعليم الطلاب، وهو ما يكون في الفصل الدراسي السابق لتعيين الطالب بدوام كامل لتعليمه.
وتسمى أيضًا التدريب في مكان العمل (work placement)، خصوصًا في المملكة المتحدة.
وتشبه العملية التدريب الداخلي، ومع ذلك، فإن التدريب في مكان العمل لا يكون دائمًا جزءًا من برنامج المدرسة.
وتشترك التربية العملية في أجزاء اختيارية من التعليم.